# Геворгян, Ара Грачьевич
Ара́ (Ара́ик) Гра́чьевич Геворгя́н (арм. Արա (Արայիկ) Գևորգյան; род. 22 января 1973, Кахцрашен, Армянская ССР) — советский и армянский борец вольного стиля, многократный чемпион Армении, чемпион Европы (1997), трёхкратный чемпион мира (1995, 1997, 1998). Мастер спорта СССР международного класса (1991). Заслуженный мастер спорта Армении (1995).

## Биография
Ара Геворгян родился 22 января 1973 года в селе Кахцрашен Арташатского района Армянской ССР. Начал заниматься борьбой в 1984 году под руководством Размика Голецяна. На рубеже 1980-х и 1990-х годов входил в состав юниорской сборной СССР, в 1991 году становился чемпионом Европы в возрастной категории до 18 лет. С 1992 года привлекался в молодёжную команду Армении, а с 1993 — в национальную сборную этой страны. Наиболее успешно Ара Геворгян выступал в середине и второй половине 1990-х годов. В 1995, 1997 и 1998 годах он трижды завоёвывал звание чемпиона мира, а в 1997 году выигрывал также чемпионат Европы. Благодаря этим успехам он считался одним из главных фаворитов на Олимпийских играх в Атланте и Сиднее, но не смог занять на этих соревнованиях призовое место. 
В 2001 году перешёл в более тяжёлую весовую категорию. Не достигнув в ней высоких результатов, завершил международную спортивную карьеру после участия в Олимпийских играх в Афинах. В 2005—2008 годах выступал за клубы немецкой борцовской бундеслиги «Aalen 05» и «Witten 07».